# 云雩庙后大殿
云雩庙后大殿位于中国浙江省宁波市北仑区柴桥街道河头村庙后13号，云雩庙又称云雩三公庙，始建年代不详，清乾隆五十二年（1787年）改建，道光四年（1824年）重修，民国六年（1917年）复修，建筑现存后大殿，2004年修缮，2013年全面修缮，2014年改为柴桥老味道乡土风情体验馆，2015年2月11日公布为北仑区文物保护单位。